# Михалёво (Переславский район)
Михалёво — село в Переславском районе Ярославской области при речке Черноречке.
Постоянное население на 1 января 2007 года — 29 человек.

## История
В 1628/1629 году село записано за жильцом Василием Ивановым Губаревым как выслуженная вотчина его отца. По переписным книгам 1678 года это село принадлежит двум братьям Губаревым, которые владеют каждый своей частью порознь.
Церковь Дмитрия Солунского существовала здесь уже в 1628 году. В 1772 году эта церковь была перестроена и освящена также во имя святого Димитрия Солунского.
В 1819 году вместо деревянной церкви на средства помещика Димитрия Иванова Бекетова устроен каменный храм. Престолов в нём три: в настоящем во имя святого великомученика Димитрия Солунского, в приделах тёплых во имя святого Димитрия, митрополита Ростовского, и во имя святой великомученицы Екатерины. В годы Советской Власти церковь была полностью разрушена. 

## Население
| 1859 | 1905 |
| ---- | ---- |
| 286  | 253  |

| 1859 | 1905 | 1926 | 2007 | 2010 |
| ---- | ---- | ---- | ---- | ---- |
| 286  | ↘253 | ↗321 | ↘29  | ↘16  |